# Championnat d'Oman de football 2005-2006
Navigation
Saison précédente Saison suivante
La saison 2005-2006 du Championnat d'Oman de football est la trentième édition de la première division au sultanat d'Oman, l'Oman League. Elle rassemble les douze meilleurs clubs du pays au sein d'une poule unique où ils s'affrontent à deux reprises, à domicile et à l'extérieur. En fin de saison, les deux derniers du classement sont relégués et remplacés par les deux meilleurs clubs de deuxième division.
C'est le Mascate FC qui remporte le championnat cette saison après avoir terminé en tête du classement final, avec deux points d'avance sur Al Nahda Club et Al-Tali'aa. C'est le premier titre de champion d'Oman de l'histoire du club (et le troisième si on compte les deux titres obtenus par le Ruwi FC avant la fusion).

## Les clubs participants
| - Sur Club - Bahla Club - Dhofar Club - Oman Club - Majees Club - Promu de D2 - Al Nasr Salalah | - Mascate FC - Al-Seeb Sports Club - Al Oruba Sur - Al-Suwaiq - Promu de D2 - Al-Tali'aa - Al Nahda Club |

## Compétition
Le barème de points servant à établir le classement se décompose ainsi :
- Victoire : 3 points
- Match nul : 1 point
- Défaite : 0 point

### Classement
| Rang | Équipe              | Pts | J  | G  | N  | P  | Bp | Bc | Diff |
| ---- | ------------------- | --- | -- | -- | -- | -- | -- | -- | ---- |
| 1    | Mascate FC          | 45  | 22 | 13 | 6  | 3  | 33 | 15 | +18  |
| 2    | Al Nahda Club       | 43  | 22 | 12 | 7  | 3  | 39 | 18 | +21  |
| 3    | Al-Tali'aa          | 43  | 22 | 11 | 10 | 1  | 35 | 22 | +13  |
| 4    | Al Nasr SalalahC    | 35  | 22 | 11 | 2  | 9  | 32 | 27 | +5   |
| 5    | Sur Club            | 33  | 22 | 9  | 6  | 7  | 26 | 25 | +1   |
| 6    | Al Oruba Sur        | 32  | 22 | 9  | 5  | 8  | 26 | 25 | +1   |
| 7    | Al-Seeb Sports Club | 27  | 22 | 7  | 6  | 9  | 21 | 24 | -3   |
| 8    | Bahla Club          | 25  | 22 | 6  | 7  | 9  | 27 | 37 | -10  |
| 9    | Dhofar ClubT        | 23  | 22 | 6  | 5  | 11 | 22 | 26 | -4   |
| 10   | Majees ClubP        | 22  | 22 | 6  | 4  | 12 | 22 | 37 | -15  |
| 11   | Al-SuwaiqP          | 21  | 22 | 4  | 9  | 9  | 27 | 29 | -2   |
| 12   | Oman Club           | 10  | 22 | 1  | 7  | 14 | 17 | 42 | -25  |

|  | Qualification pour la Coupe de l'AFC 2007 et la Coupe du golfe des clubs champions 2006-2007 |
|  | Qualification pour la Coupe de l'AFC 2006 et la Coupe du golfe des clubs champions 2006-2007 |
|  | Qualification pour la Ligue des champions arabes de football 2006-2007                       |
|  | Relégation directe en deuxième division                                                      |
|  | T : Tenant du titre C : Vainqueur de la Coupe d'Oman P : Promu de D2                         |

## Bilan de la saison
| Championnat d'Oman de football 2005-2006                        |                         |
| Champion                                                        | Mascate Club (3e titre) |
| Coupes et trophées                                              |                         |
| Vainqueur de la Coupe d'Oman 2005-2006                          | Al Nasr Salalah         |
| Qualifications continentales                                    |                         |
| Coupe de l'AFC 2007                                             | Mascate Club            |
| Coupe de l'AFC 2006                                             | Al Nasr Salalah         |
| Ligue des champions arabes de football 2006-2007                | Al Nahda Club           |
| Coupe du golfe des clubs champions 2006-2007                    | Mascate FC              |
| Coupe du golfe des clubs champions 2006-2007                    | Al Nasr Salalah         |
| Promotions et relégations                                       |                         |
| Promus en Oman League                                           | Al-Khabourah SC         |
| Promus en Oman League                                           | Saham Club              |
| Relégués en Championnat d'Oman de football de deuxième division | Al-Suwaiq               |
| Relégués en Championnat d'Oman de football de deuxième division | Oman Club               |